# Statens Museum for Kunst

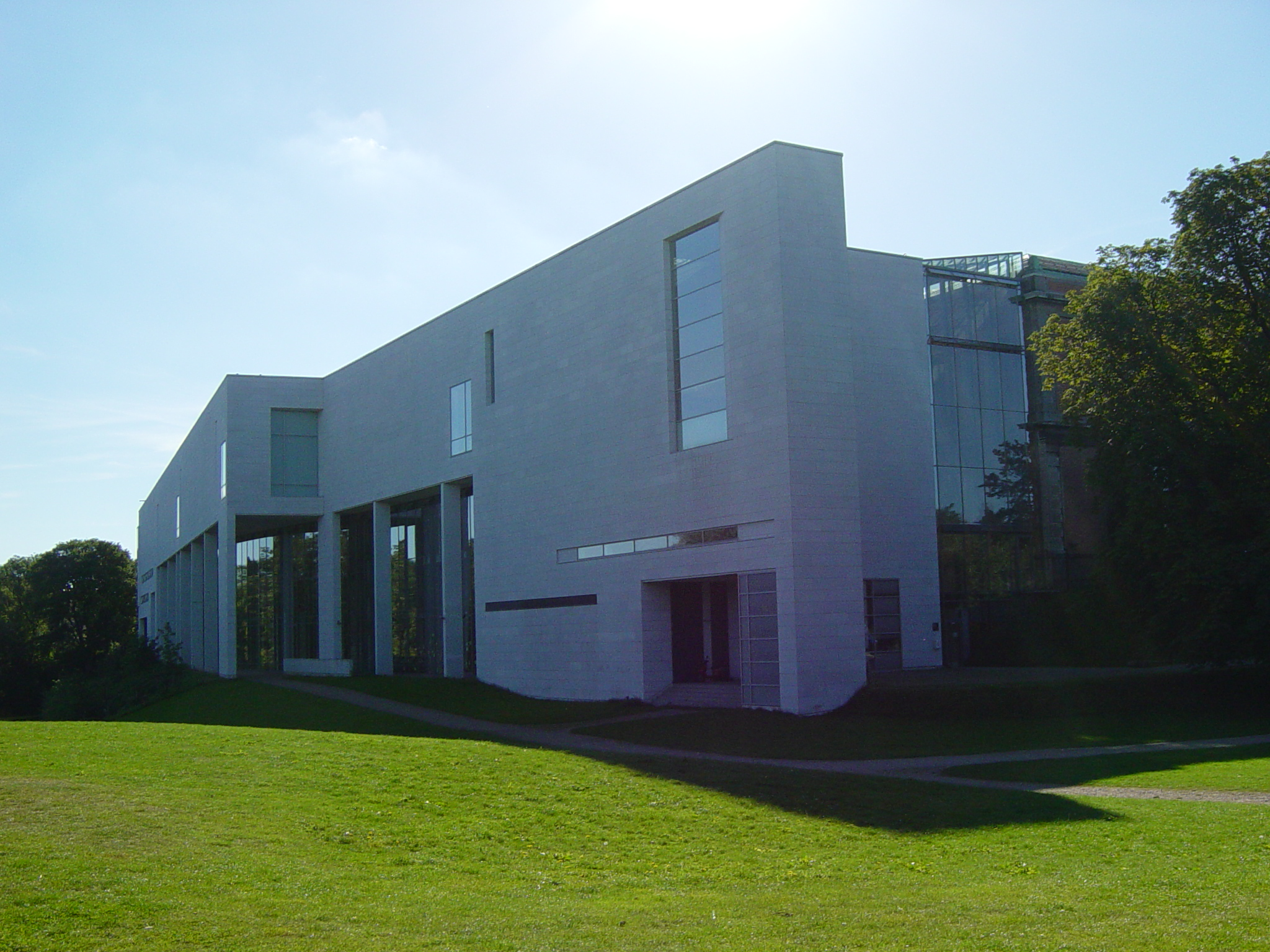
L'extension du musée inaugurée en 1998.

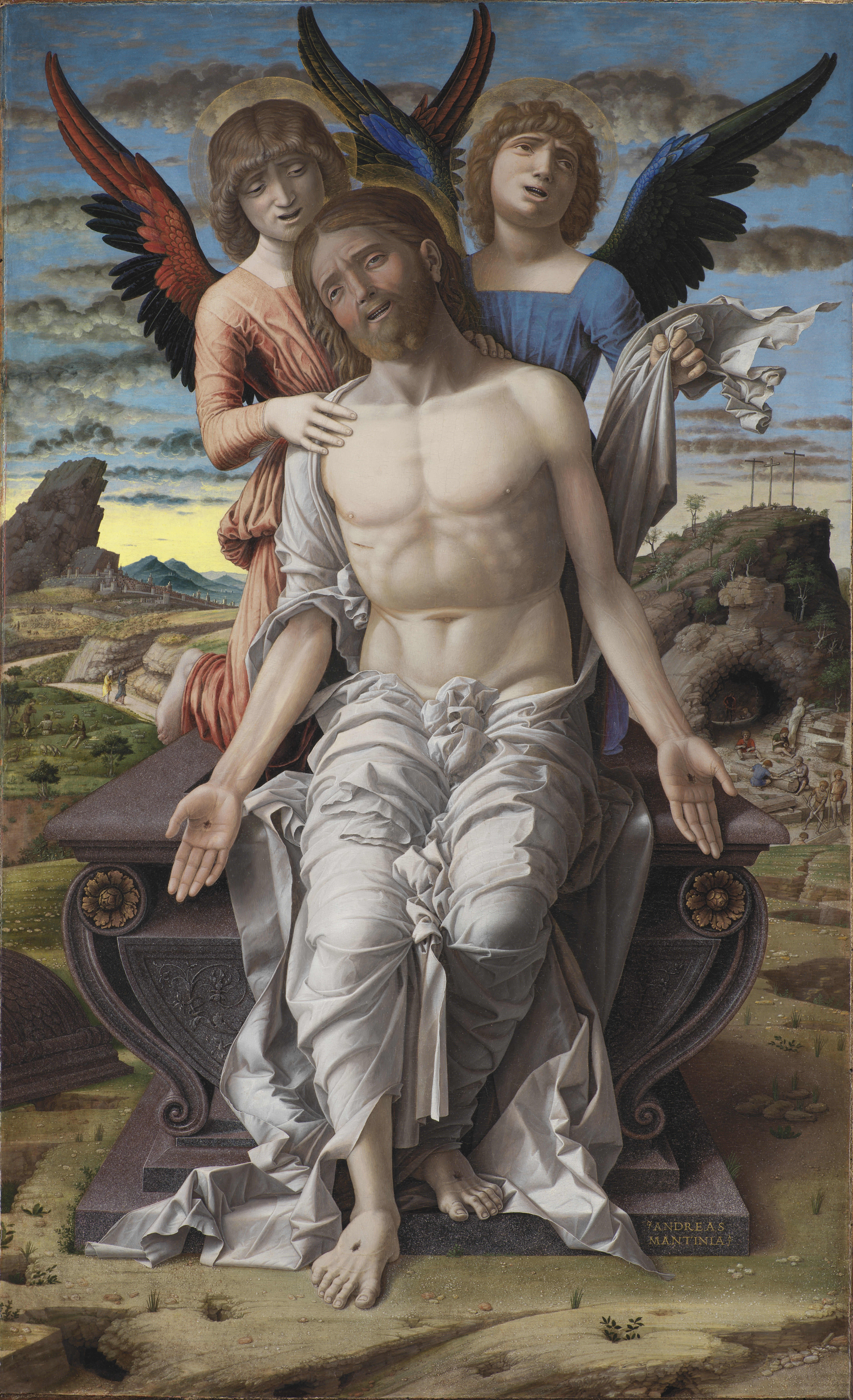
Andrea Mantegna, Le Christ mort soutenu par deux anges, 1489, huile sur panneau, 83 × 51 cm.

Le Statens Museum for Kunst (Musée national d’art, ou SMK) est le musée national du Danemark et le plus grand musée d’art du pays. Il est situé à Sølvgade, dans la capitale, Copenhague.
Le musée abrite plus de 700 ans d'art et d'histoire de l'art. Le musée organise environ cinq expositions temporaires par an. Six vendredis par an, le musée organise les SMK Fridays, où les heures d'ouverture sont prolongées jusqu'à 22 heures, et la SMK devient le cadre d'expériences artistiques informelles avec de la musique, des performances et des discussions sur l'art.
En plus du musée de Sølvgade, la SMK possède La collection royale de moulages de plâtre, située dans Vestindisk Pakhus, à Toldbodgade 40 à Copenhague. En 2025, la filiale SMK Thy ouvrira ses portes, où des œuvres d'art de la collection seront exposées loin du musée de Copenhague.
La SMK fait partie des musées du parc de Copenhague, Parkmuseerne.

## Les collections
Les collections du musée embrassent sept siècles d’histoire de l'art, essentiellement européen, depuis la Haute Renaissance jusqu’à nos jours. Issu à l'origine de pièces faisant partie de la Kunstkammer (« chambre des arts ») des rois du Danemark, le musée est par la suite devenu public. Pour certaines œuvres, le musée réalise des travaux de recherche et de restauration. L’institution a par ailleurs pour obligation de maintenir une collection représentative de l’art national danois et d’investir dans ce sens.
Les collections comptent environ 9 250 peintures et sculptures, environ 300 000 dessins et gravures, et plus de 2 900 moulages en plâtre. Depuis les travaux d’agrandissement et de rénovation de 1998, les œuvres sont présentées au public dans des décors mélangeant style ancien et moderne.

## Expositions permanentes
Les expositions permanentes de la SMK offrent un aperçu de 700 ans d'art avec des œuvres, entre autres, d'Henri Matisse, André Derain, Cornelis Cornelisz van Haarlem, Vilhelm Hammershøi et Elisabeth Jerichau-Baumann. On y présente un échantillon des œuvres de la collection de la SMK.

### Art européen 1300-1800
Les œuvres d’art danois et étranger les plus anciennes sont présentées dans le bâtiment du XIXe siècle. On y trouve notamment des tableaux de Mantegna, du Titien, du Tintoret, de Pieter Brueghel l'Ancien, Pierre Paul Rubens, Frans Hals, Rembrandt, Abraham Bloemaert, Jordaens, Cornelis Norbertus Gysbrechts, Jans Juriaensz van Baden ou des Danois Nicolai Abraham Abildgaard, Jens Juel et Laurits Andersen Ring.

### Galerie

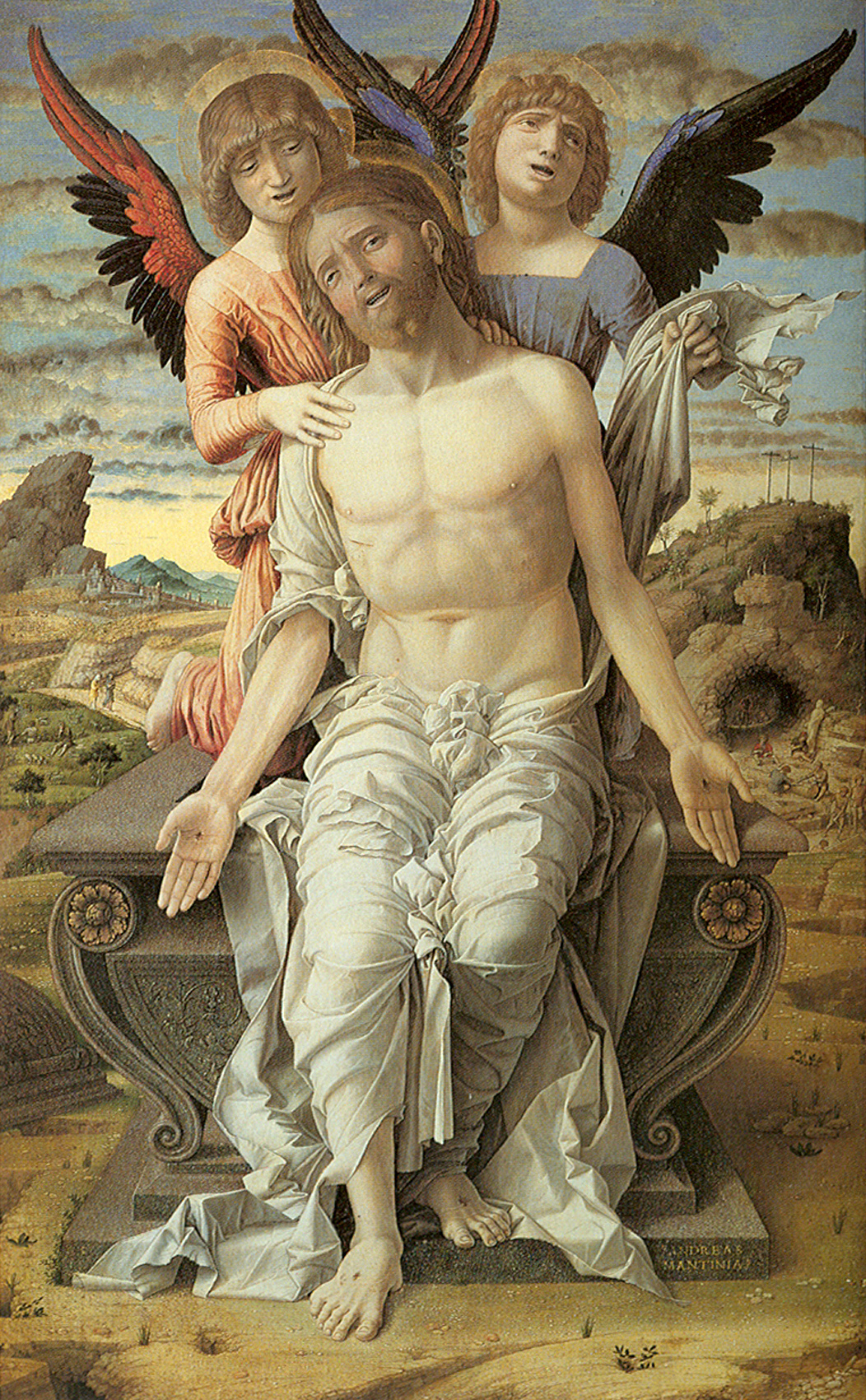
Andrea Mantegna, Le Christ mort soutenu par deux anges, 1489, huile sur panneau, 83 × 51 cm.
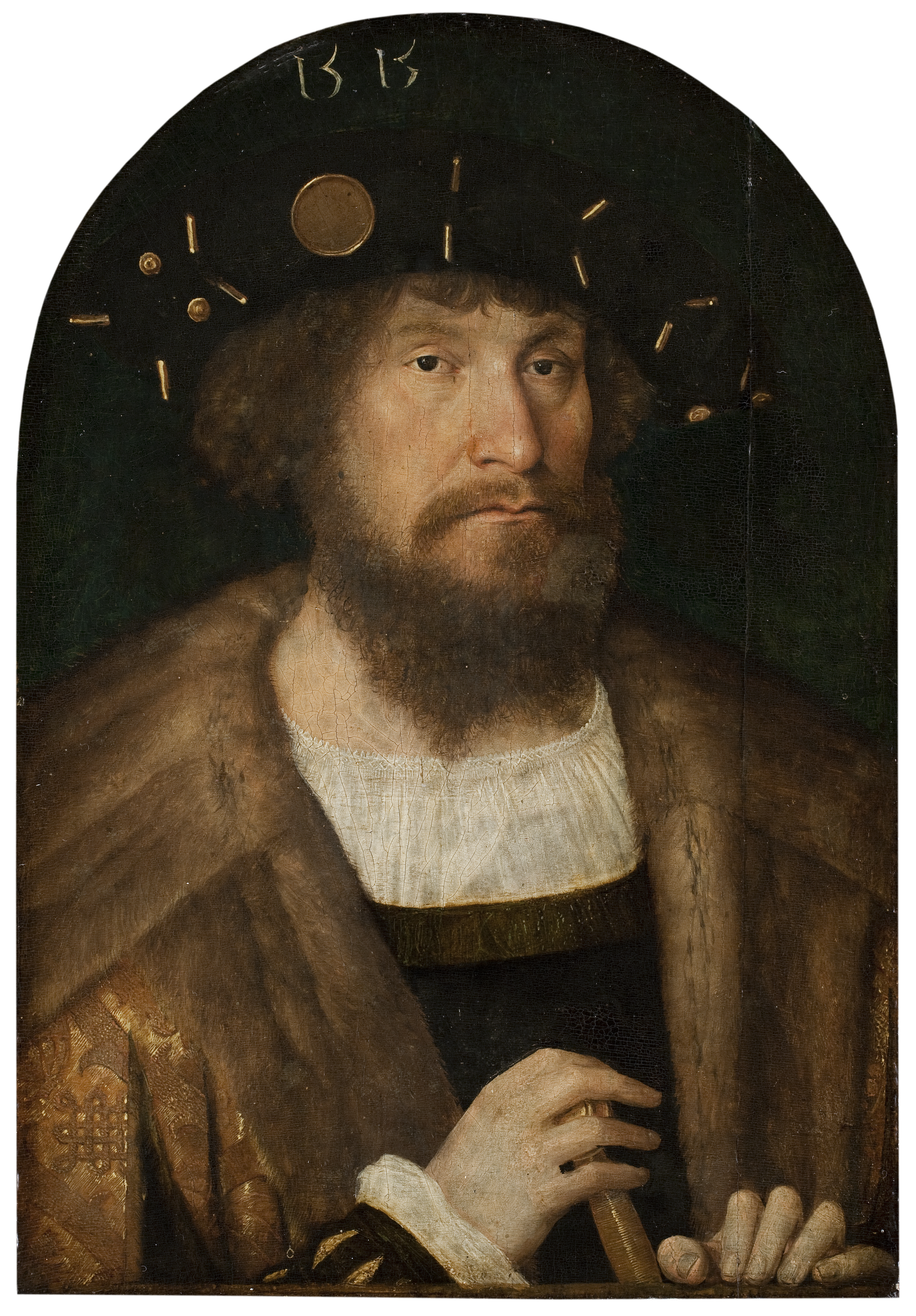
Michel Sittow, Portrait de Christian II, 1515, huile sur panneau, 31 × 22 cm.
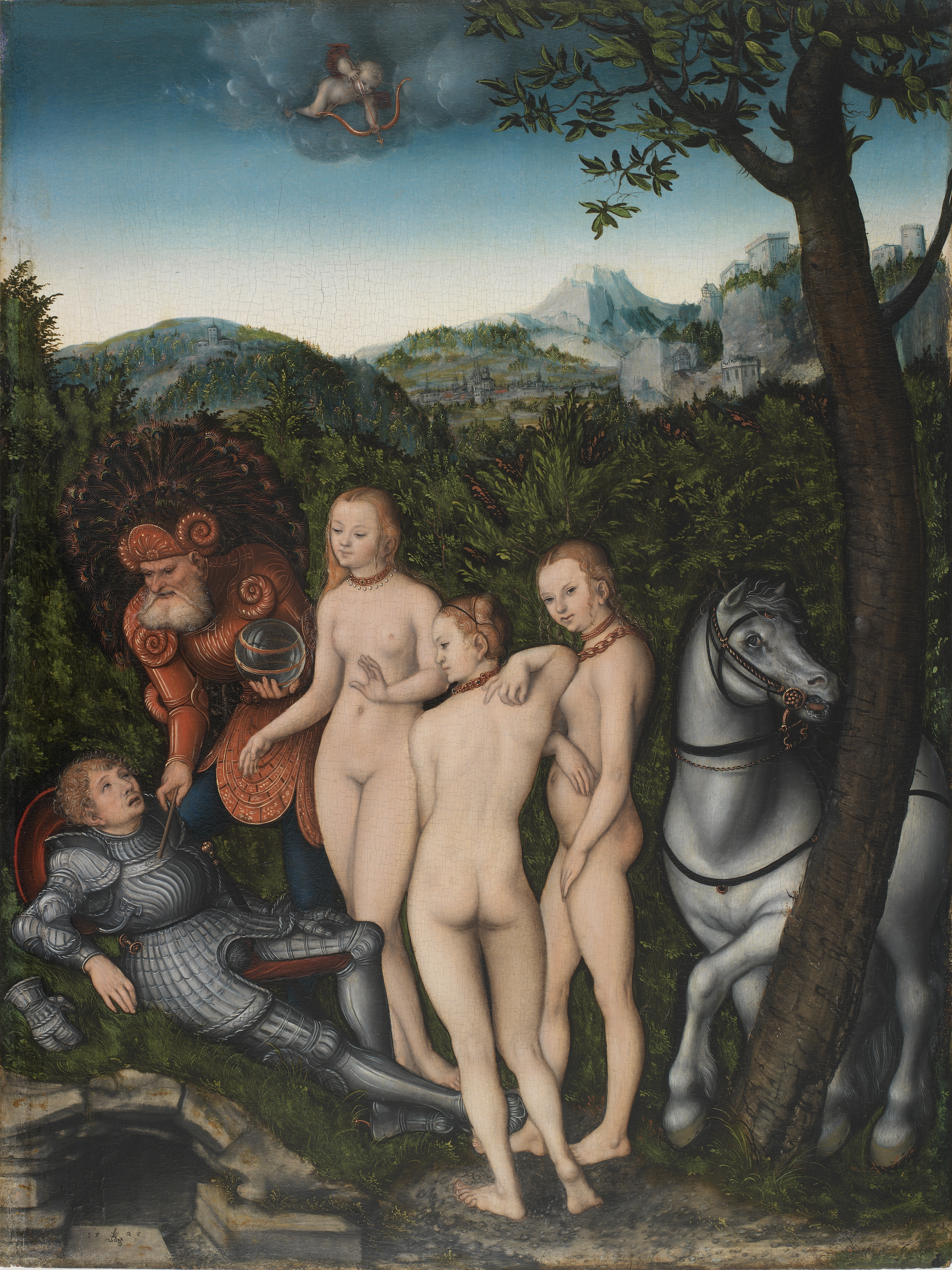
Lucas Cranach l'Ancien, Le Jugement de Pâris, 1527, huile sur panneau, 50,5 x 38 cm.
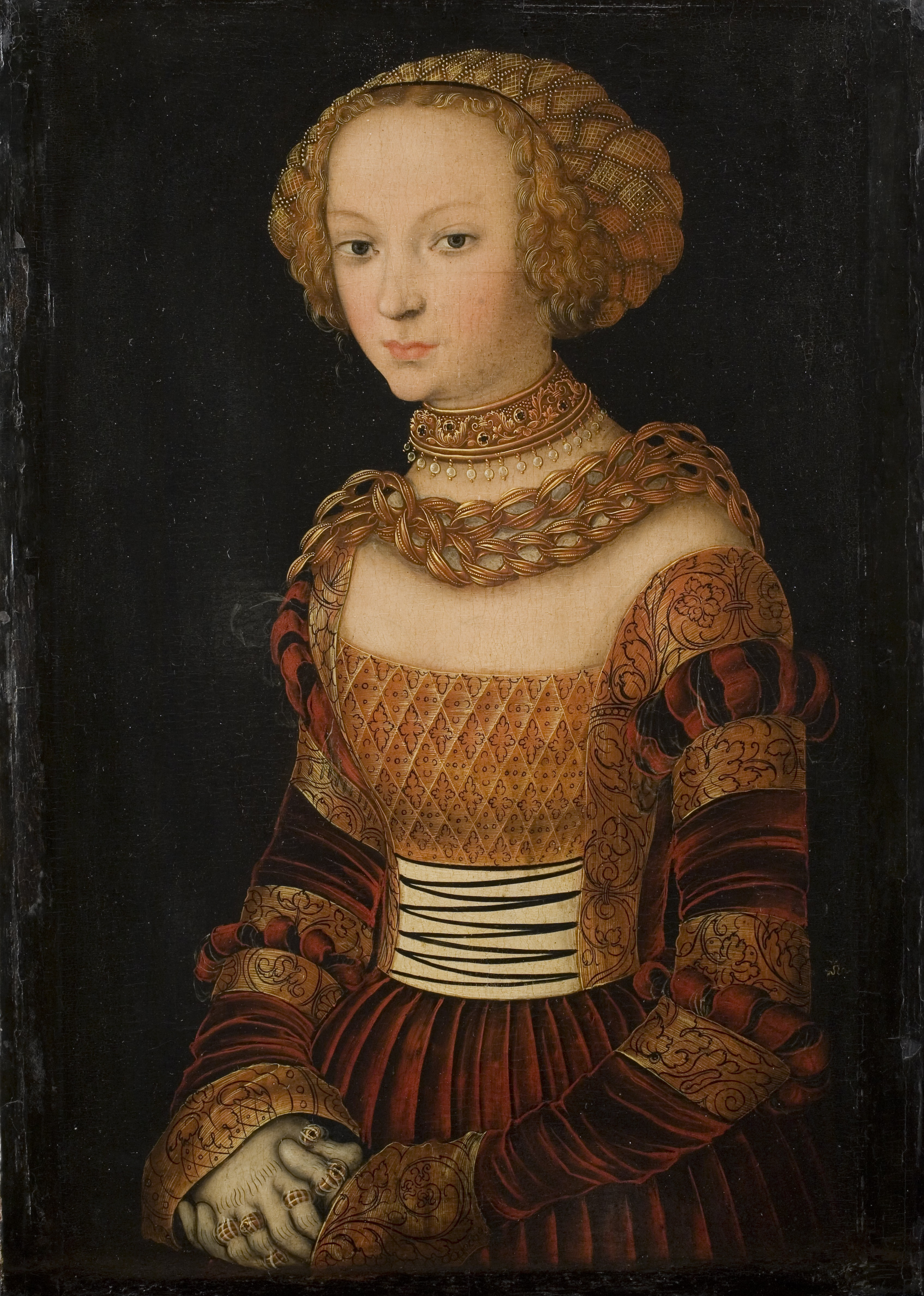
Lucas Cranach l'Ancien, Portrait d'une jeune femme (Émilie de Saxe ?), v.1537, huile sur panneau, 41,5 x 25,5 cm.
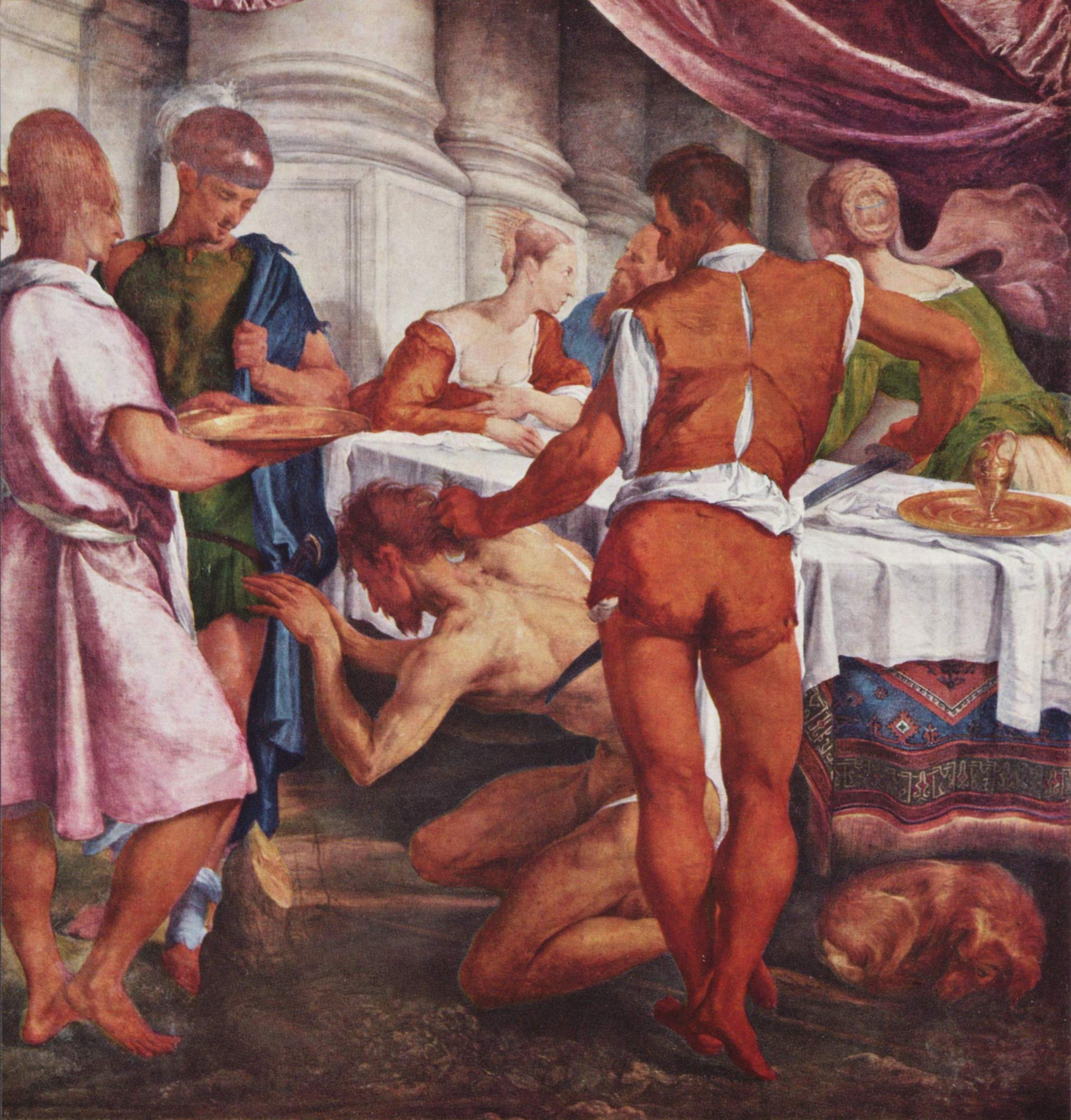
Jacopo Bassano, La Décollation de saint Jean Baptiste, v. 1550-1600, huile sur toile, 132 × 127 cm.
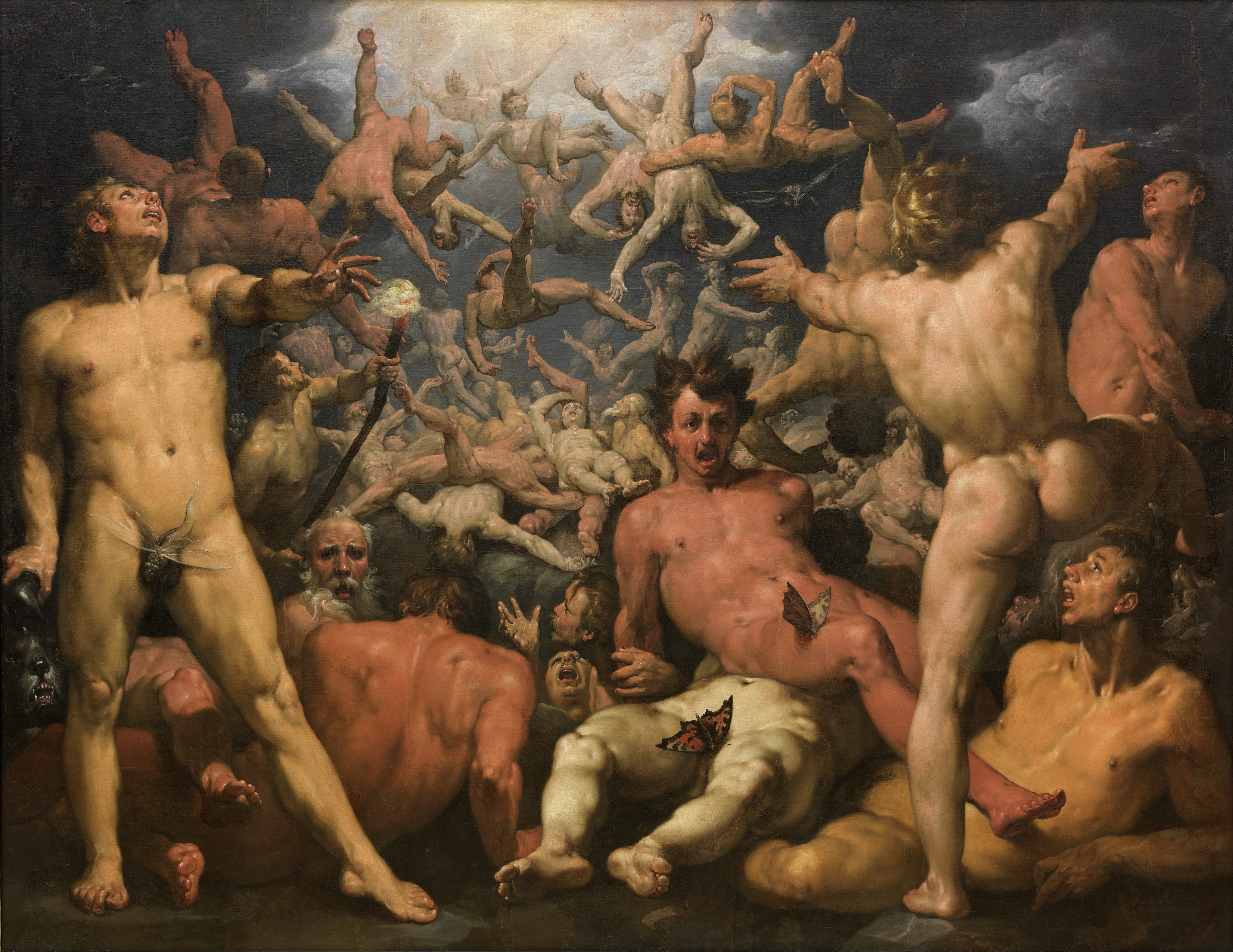
Cornelis Van Haarlem, La Chute des Titans, 1588, huile sur toile, 239 cm × 307 cm.
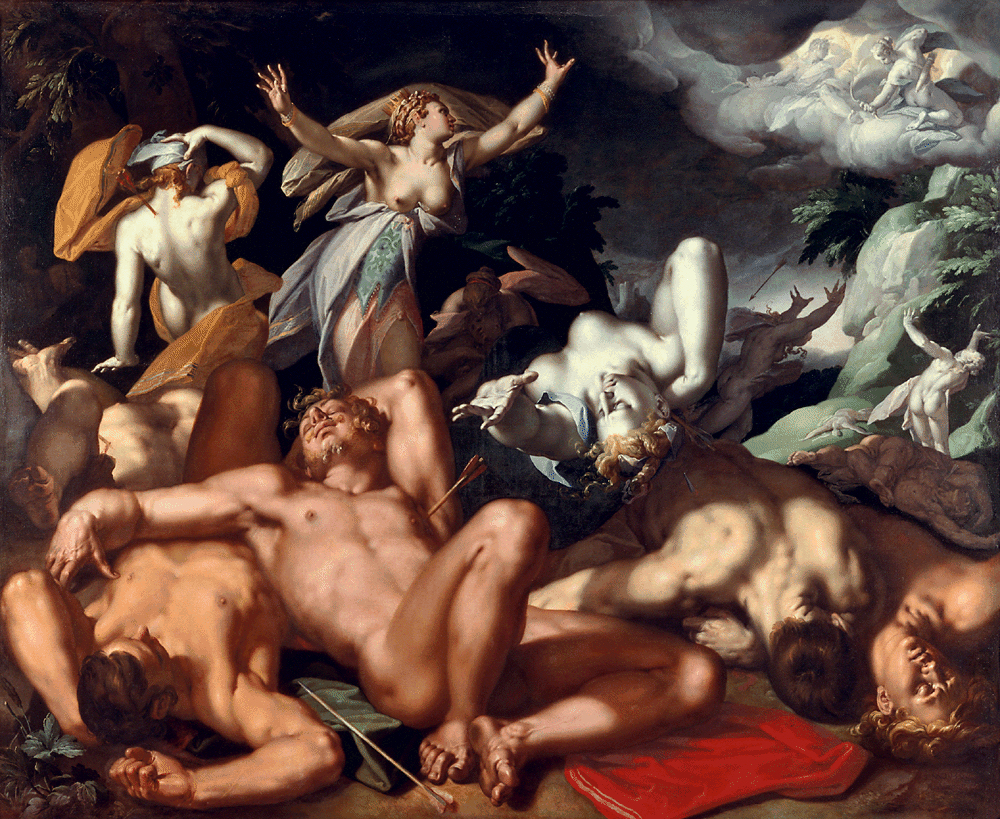
Abraham Bloemaert, Niobé pleurant ses enfants, 1591, huile sur toile, 204 x 249,5 cm.
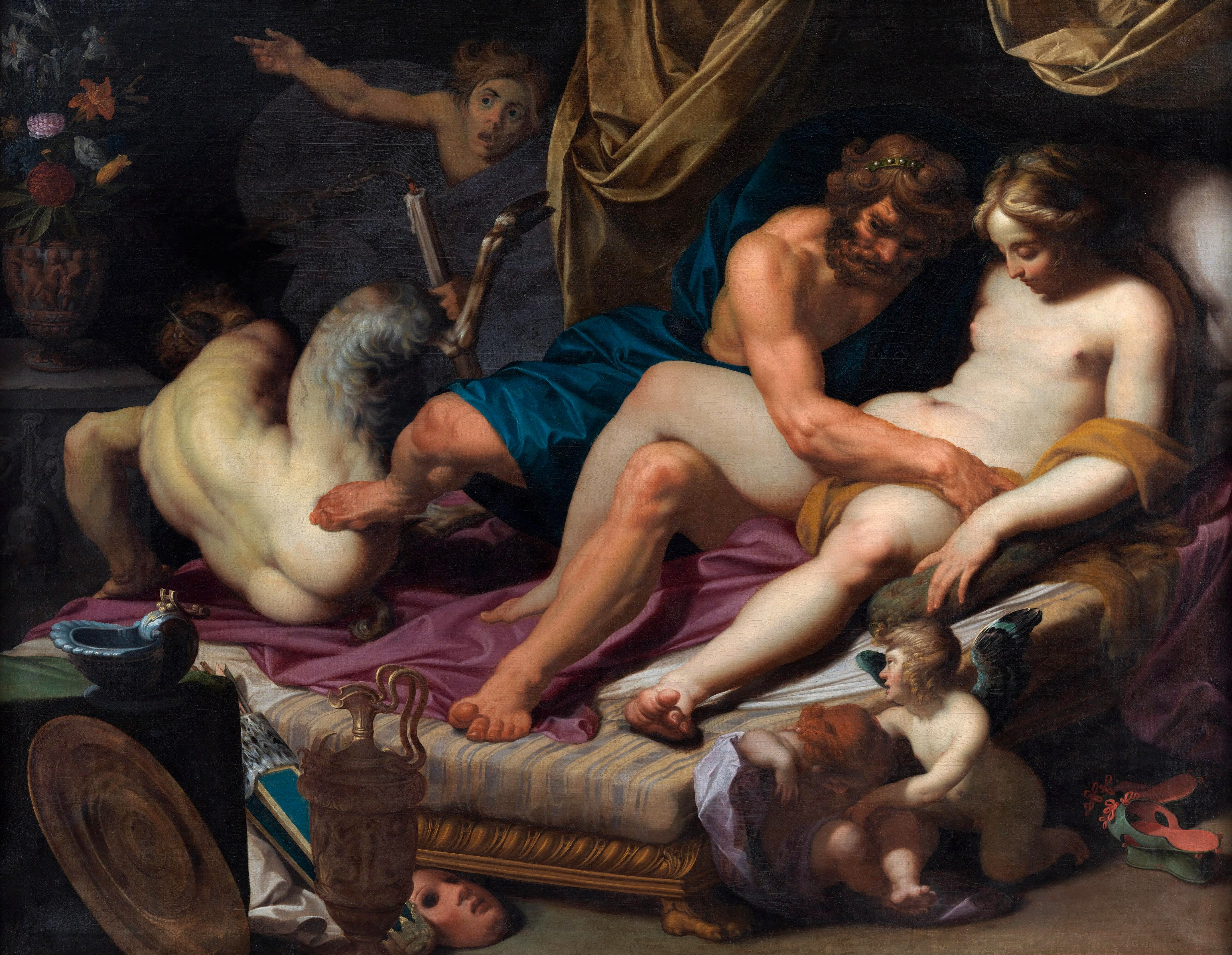
Abraham Janssens, Hercule, Pan et Omphale, 1607, huile sur toile, 149 × 189 cm
Ambrosius Bosschaert, Bouquet de fleurs dans un vase, 1618, huile sur cuivre, 55,5 x 39,5 cm.
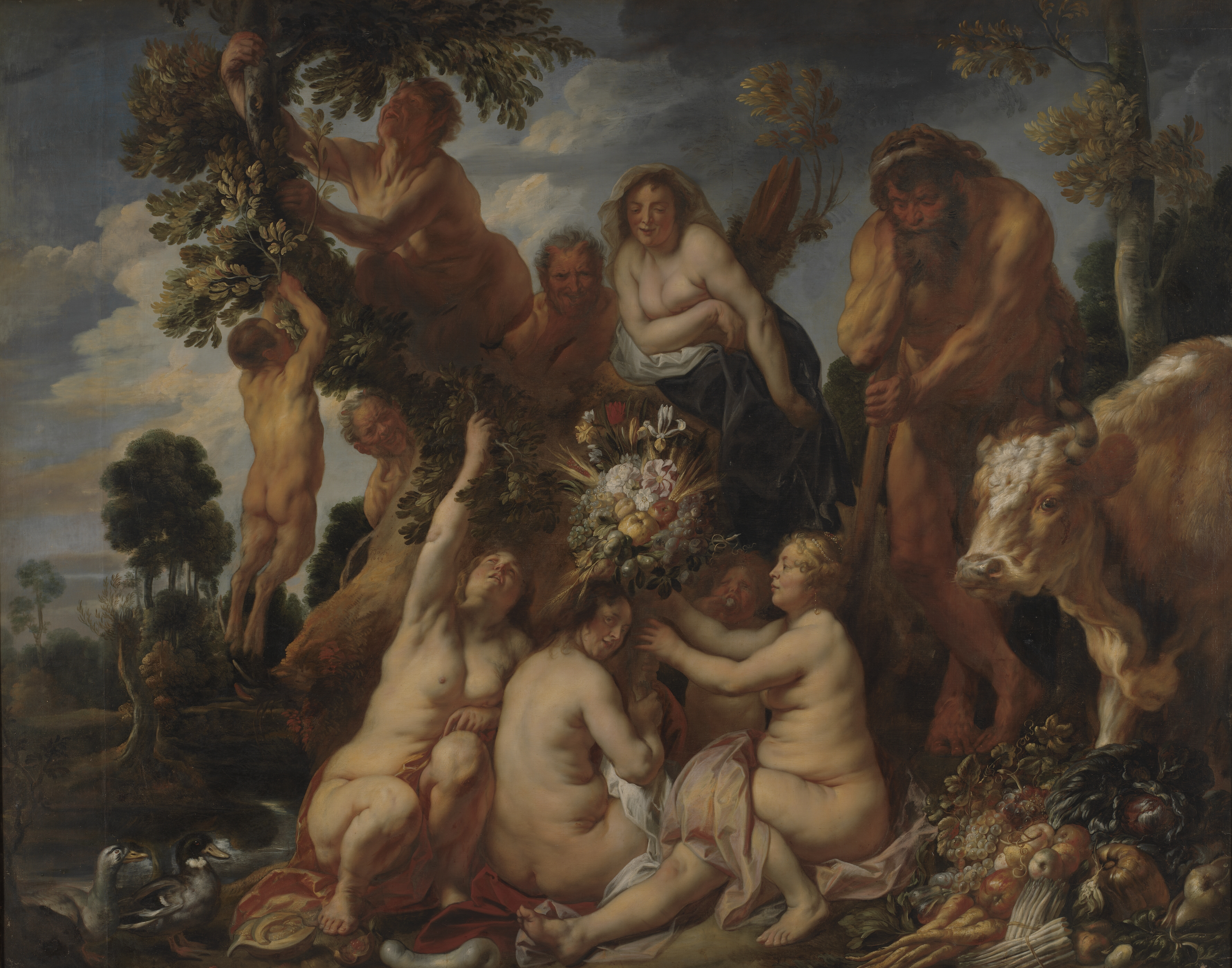
Jacob Jordaens, L'Abondance de la Terre, 1649, huile sur toile, 240 x 311 cm.
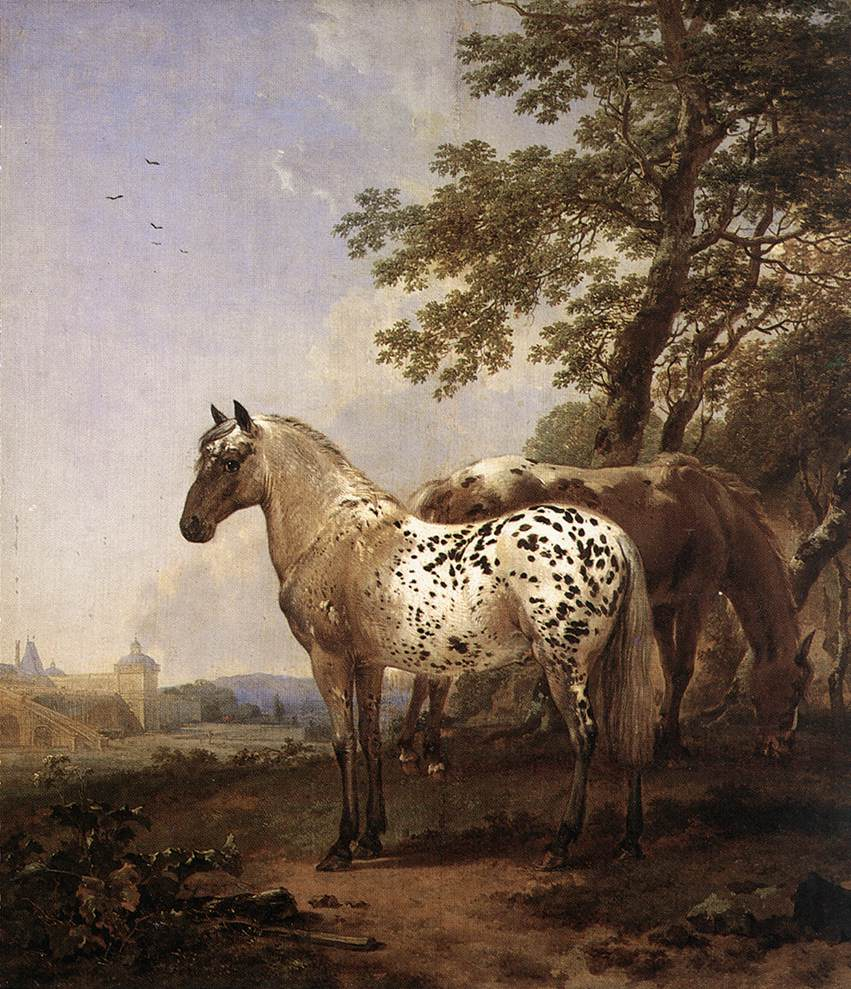
Nicolaes Berchem, Paysage avec deux chevaux, v.1655-1660, huile sur panneau, 62 x 54,5 cm.
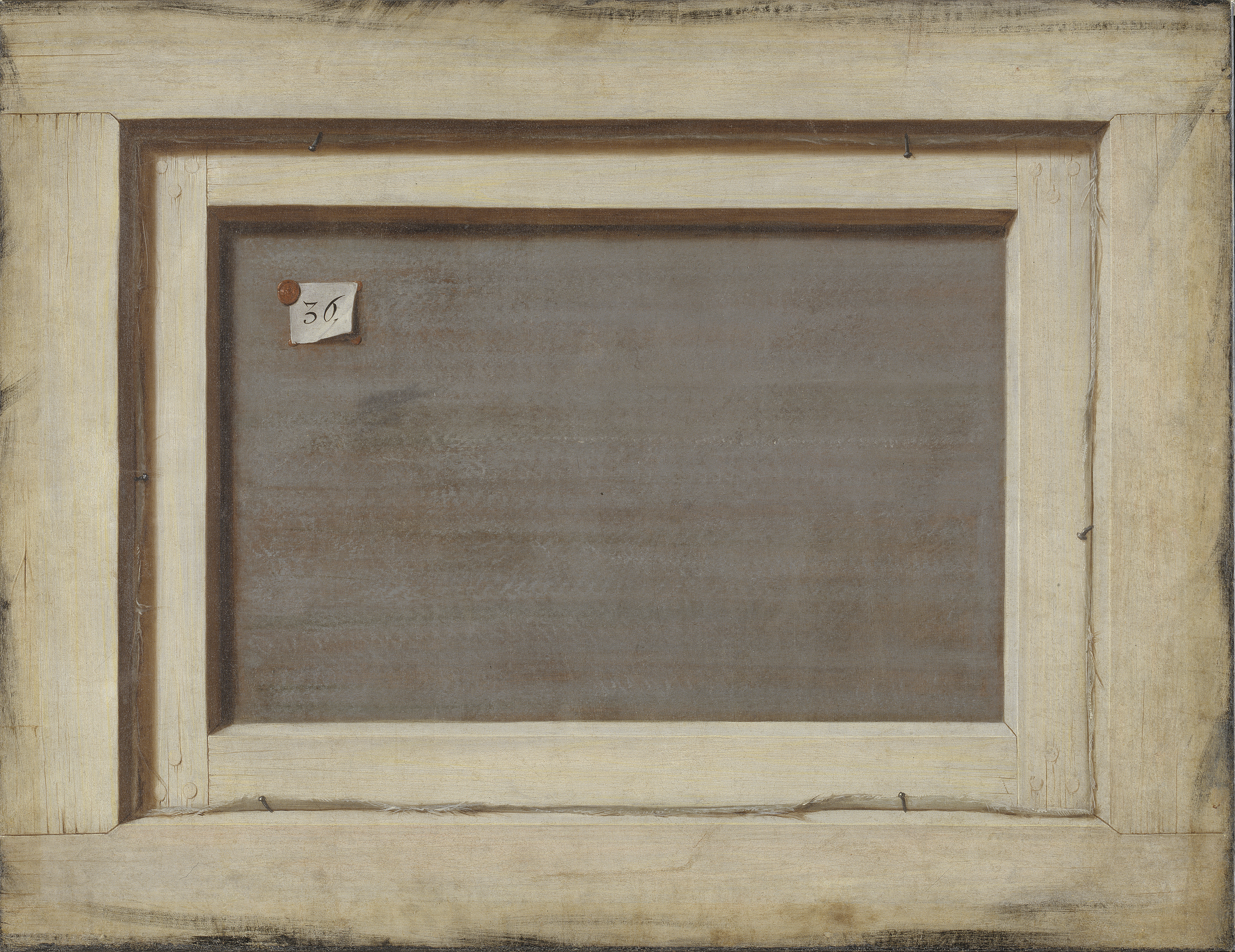
Cornelis Norbertus Gysbrechts, Trompe-l'œil : Dos d'un tableau, 1670, huile sur toile, 66,6 x 86,5 cm.
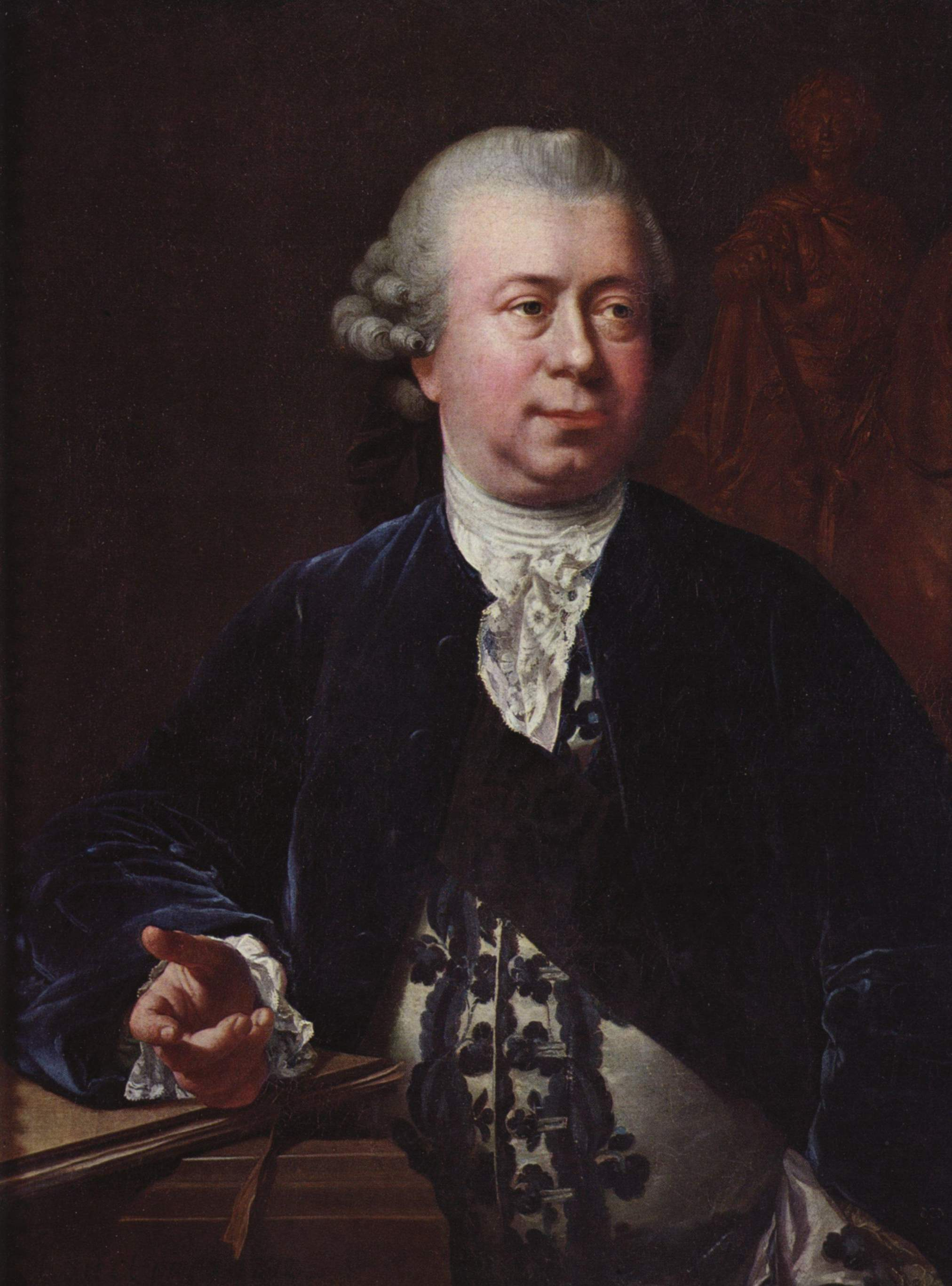
Jens Juel, Portrait de Jacques-François-Joseph Saly, 1772, huile sur toile, 82 x 67 cm.
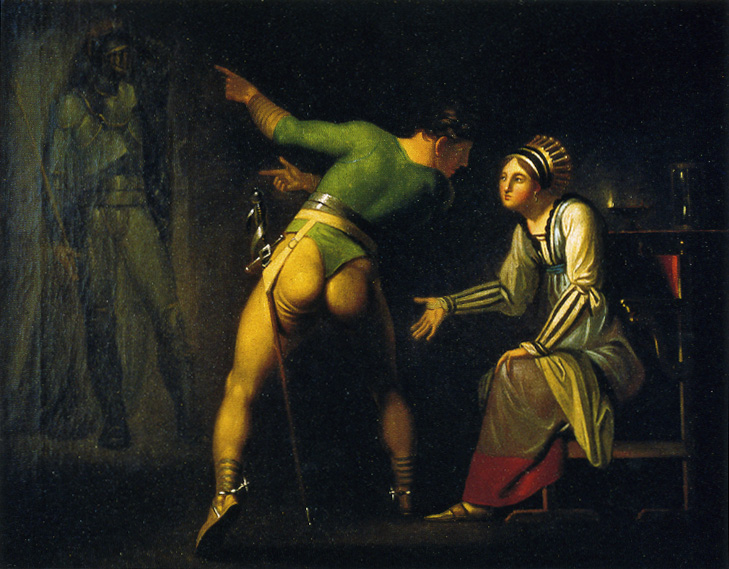
Nicolai Abraham Abildgaard, Hamlet et sa mère, v.1778, huile sur toile, 50,5 x 64 cm.

### Art danois et nordique 1750-1900
La culture danoise et nordique à travers une période connue comme l’âge d’or de l’art danois. Ici on peut admirer les œuvres des plus grands maîtres nordiques, comme Vilhelm Hammershøi, Christoffer Wilhelm Eckersberg et L.A. Ring.

### Art français 1900-1930
Il est très peu commun de trouver une collection d’art français aussi exceptionnelle dans un musée danois. L'exposition abite les œuvres des plus grands artistes de l’époque, comme Henri Matisse, Pablo Picasso et André Derain, qui ont notamment introduit de nouvelles réflexions sur la notion d’art moderne.

### Art danois et international après 1900
Art du début du XXe siècle à nos jours dans toute sa formidable diversité et sa foudroyante évolution. Cette collection fait l’esquisse de l’histoire de l’art, de l’expressionnisme et du surréalisme à l’art contemporain le plus récent, à travers des œuvres d’artistes comme Per Kirkeby, Danh Vo et Ursula Reuter Christiansen. 

### Galerie

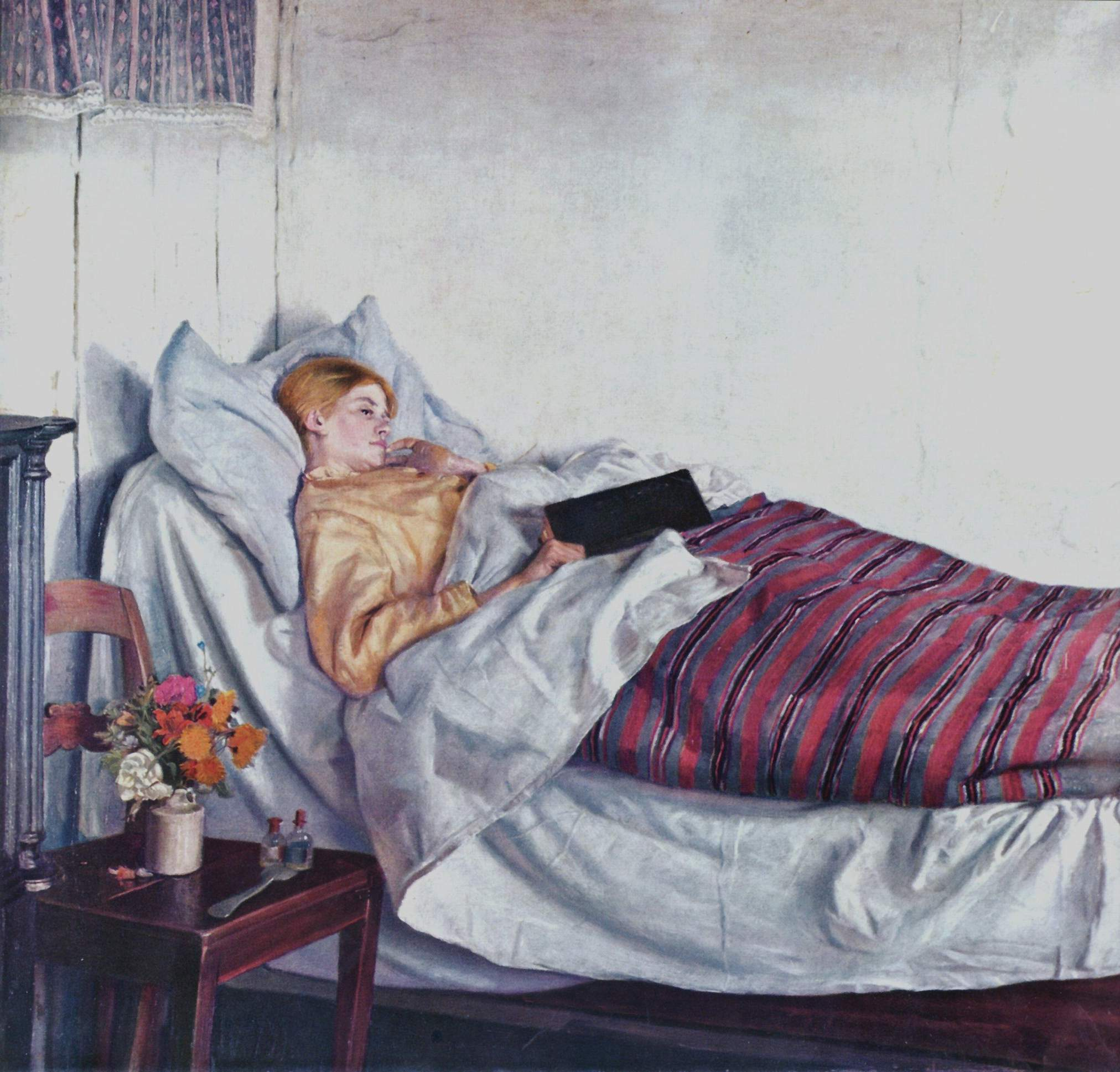
Michael Peter Ancher, La Jeune Fille malade, 1882, huile sur toile, 80 × 85 cm.
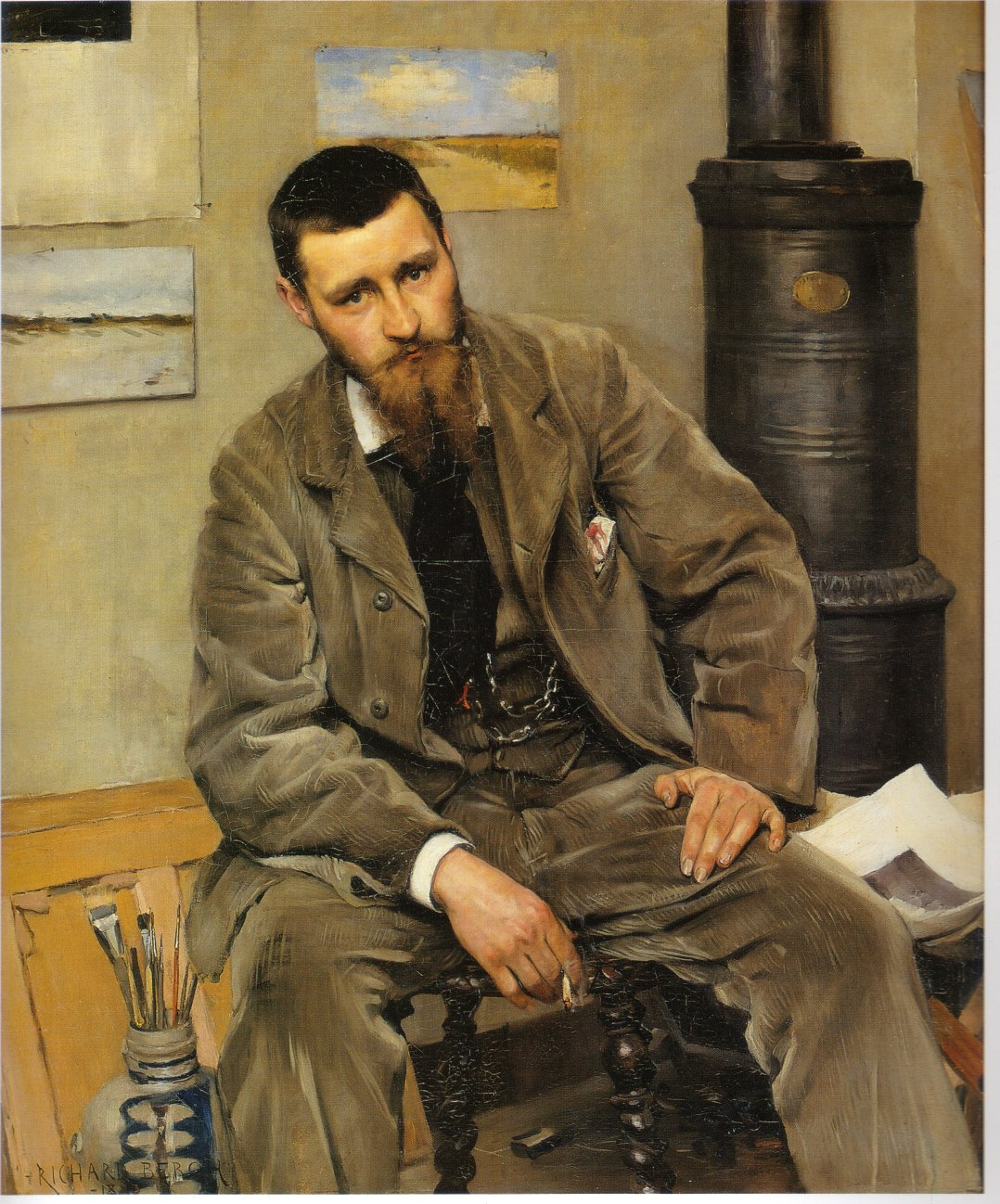
Richard Bergh, Portrait du peintre Nils Kreuger, 1883, huile sur toile, 120,5 x 102,5 cm.
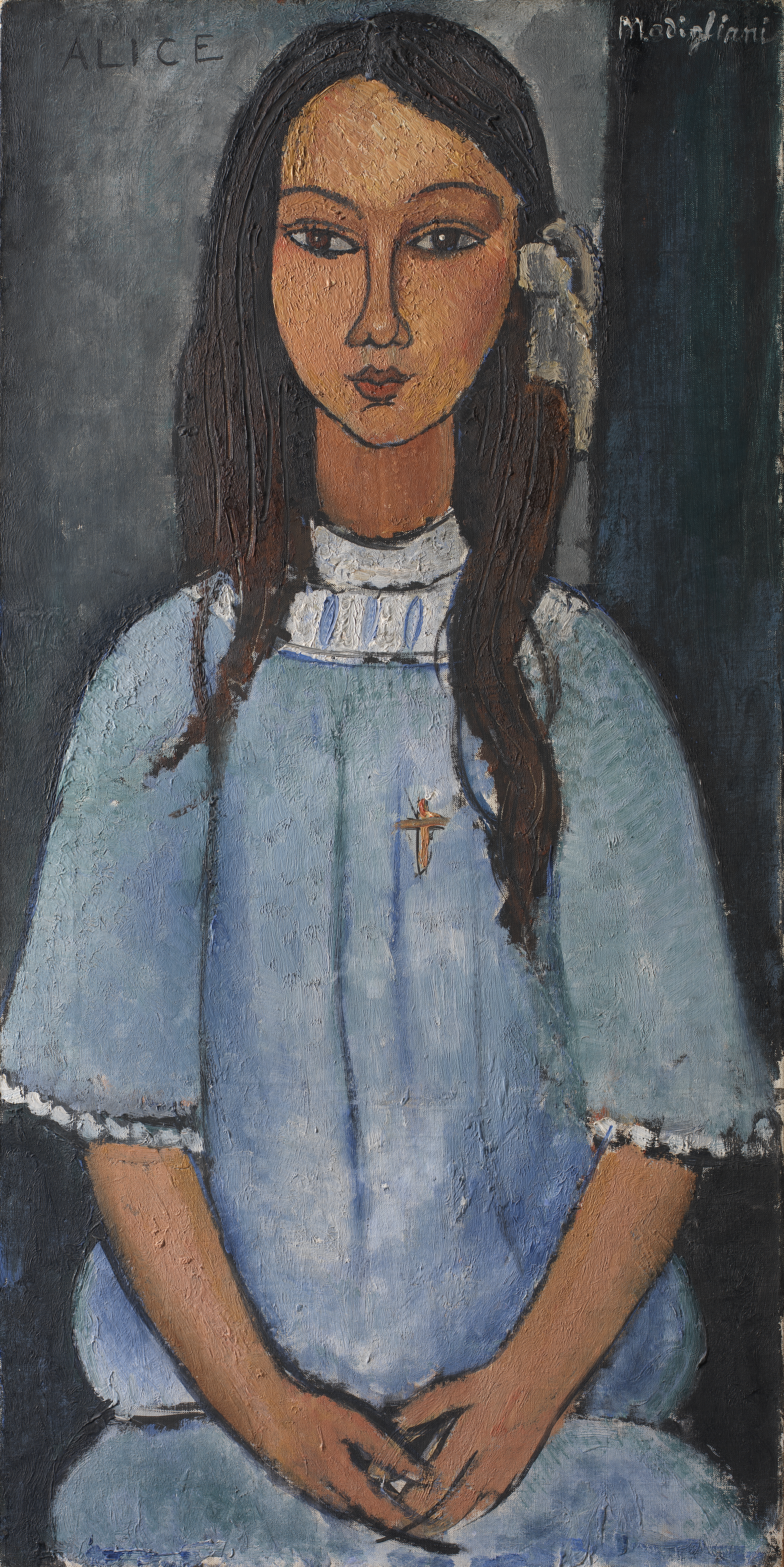
Amedeo Modigliani, Alice, 1915, huile sur panneau, 78 x 39 cm.

### Expositions temporaires
Outre les expositions permanentes, la SMK propose des expositions temporaires sur des thèmes spécifiques, disponibles pendant quelques mois. Par exemple, le musée a présenté en 2024 l'exposition Alberto Giacometti – Ce que voit l'œil, centrée sur la fascination de l'artiste suisse Giacometti pour la perception visuelle. Un exemple d'exposition qui mélange des œuvres historiques et contemporaines est Against All Odds – Femmes historiques et nouveaux algorithmes. Cette exposition ouvre à l'automne 2024 et explore comment l'intelligence artificielle peut être utilisée pour comprendre et transmettre l'histoire de nouvelles façons

## SMK Thy
En 2016, la commune de Thisted a contacté le SMK avec une proposition pour exposer des œuvres de sa collection dans l'ancien entrepôt de Doverodde Købmandsgård à Thy. Le musée avait depuis longtemps l'ambition d'ouvrir une succursale en dehors de Copenhague et a donc accepté l'offre. En 2019, la première exposition a été inaugurée à SMK Thy.
En 2021, le SMK a annoncé que l'idée de faire de SMK Thy une filiale permanente du musée serait concrétisée, grâce à un don de 37,5 millions de couronnes de la part de la Fondation A.P. Møller et épouse Chastine Mc-Kinney Møllers Fond til almene Formaal. Par la suite, un concours d'architecture a été organisé pour décider de l'apparence de la filiale permanente, remporté par le cabinet d'architectes Reiulf Ramstad. La construction a débuté en 2023, et l'ouverture du nouveau SMK Thy est prévue pour l'été 2025.

## Le SMK numérique
Le SMK fait partie d'un mouvement international parmi les institutions du patrimoine culturel pour rendre les collections numérisées librement accessibles et utilisables. Ce mouvement est connu sous le nom d'OpenGLAM.
Les parties des collections du musée qui sont libres de droits ont été placées dans le domaine public et peuvent être téléchargées et utilisées librement à toutes fins.
En 2008, le SMK a lancé le projet quinquennal SMK Digital avec le soutien de la fondation Nordea. L'objectif de cette initiative numérique était de renforcer l'expérience numérique du musée à la fois sur place et en ligne, et de développer les pratiques numériques du musée ainsi que les compétences dans ce domaine. Bien que le projet SMK Digital ait pris fin formellement en 2013, la pratique numérique demeure au cœur des activités du musée.

### SMK Open
En 2016, le SMK a de nouveau reçu le soutien de la fondation Nordea pour développer sa pratique numérique dans le cadre du projet SMK Open (2016-2020). Ce projet visait à établir une infrastructure numérique cohérente reliant tout le contenu numérisé du musée, rendant ainsi celui-ci librement accessible et utilisable par le public. Le musée a numérisé et photographié sa collection, accessible numériquement via le site web de la plateforme. SMK Open compte environ 54 000 œuvres numérisées, dont la moitié est de qualité élevée et moderne, et 39 000 sont disponibles pour une utilisation libre. La collection de peintures du musée est la mieux documentée, mais il existe également près de 400 modèles 3D de sculptures.

### SMK Connect
En 2022, le SMK a lancé son projet numérique le plus récent, SMK Connect, soutenu par la Fondation 15. Juni. Avec SMK Connect, le musée vise à créer une nouvelle plateforme éducative pour les écoles primaires et secondaires, établissant des liens entre la collection du musée et les écoles à travers le pays, ainsi qu'entre l'éducation artistique et d'autres disciplines, et entre le numérique et le local. La plateforme comprendra des modules pédagogiques basés sur la collection et le matériel numérique du SMK, développés en collaboration avec des enseignants.

## La collection d'estampes et de dessins
La collection d’estampes et de dessins représente environ 300 000 œuvres : gravures sur cuivre, eaux-fortes, aquarelles, lithographies et autres travaux artistiques réalisés sur papier. Les œuvres les plus anciennes datent du XVe siècle. La collection n’est cependant pas aussi vieille, mais ses tout débuts remontent malgré tout au roi Christian II. Dans son journal de 1521, le peintre allemand Albrecht Dürer écrivait avoir cédé au roi « les meilleures exemplaires de toutes mes gravures ».
C’est en 1843 que la collection, qui était auparavant la propriété privée du roi, s’est ouverte au public. Une fois la construction du Statens Museum for Kunst terminée, en 1896, la collection royale d’estampes et de dessins vint y rejoindre la collection royale de peintures et celle de moulages. Bien qu'un grand nombre d’œuvres étrangères y soient représentées, la majeure partie des acquisitions concerne l’art danois. Le musée offre ainsi une vision vaste et unique de l’art danois depuis le XVIIe siècle jusqu’à nos jours.

## La collection royale de moulages en plâtre
Une partie de la collection royale de moulages remonte au milieu du XVIIIe siècle, lorsque des plâtres étaient utilisés lors de cours de dessin par des étudiants de l’Académie des beaux-arts nouvellement créée. À la fin du XIXe siècle, vers 1896, année où fut fondé le Statens Museum for Kunst, le but premier de la collection était d’assurer l’éducation et le raffinement des citoyens danois par le biais de l’art classique. De nos jours, les pièces de la collection sont présentées les unes à côté des autres – ce qui peut avoir l’allure d’une réserve plutôt que d’une salle d’exposition –, et sans doute est-il possible de dégager une chronologie et de retracer le développement artistique et les changements de style à travers l’histoire, mais le principal objectif de la présentation est de donner une idée du contexte historique des sculptures – des temples grecs, des villas romaines, des lieux publics et des collections.
L’iconographie et les styles de l’Antiquité ont exercé une influence sur toutes les formes d’art ultérieures en Europe, et continuent encore à jouer un rôle important, même si celui-ci est moins visible. Les formes et les idéaux évoluent au fil de l’histoire – la tradition à certaines époques a été ravivée et, à d’autres, a été interrompue –, mais la signification de l’histoire, son importance, est toujours prééminente.
Les moulages que l'on trouve au Vestindisk Pakhus à Toldbodgade, non loin du palais royal d’Amalienborg, ont été réalisés d'après des pièces provenant de diverses collections, de temples, d’églises et de lieux publics à travers le monde. Ils évoquent l’histoire depuis l’Antiquité jusqu’à Renaissance – pharaons d’Égypte et empereurs romains, dieux grecs, créatures mythologiques, des scènes de batailles et de sacrifice, également des pièces reproduisant l’iconographie chrétienne du Moyen Âge, des cathédrales romanes et gothiques. Les idéaux de l’Antiquité tels qu’ils furent réinterprétés à la Renaissance sont reflétés à travers des copies d’œuvres de Michel-Ange, lequel est largement représenté dans la collection.

## Histoire

### La collection royale
Vers 1750, l’Allemand Gerhard Morell devient le conservateur de la Kongens Kunstkammer (« Chambre des arts du roi »). Il suggère alors à Frédéric V de créer une collection de peintures distincte. Afin de s’assurer que celle-ci ne pâlirait pas devant celles des autres maisons royales d’Europe et des comtes danois, le roi fait acheter un grand nombre de tableaux italiens, allemands, et surtout néerlandais et flamands. L’acquisition la plus importante datant de l’époque de Morell est celle du Christ mort soutenu par deux anges d’Andrea Mantegna.

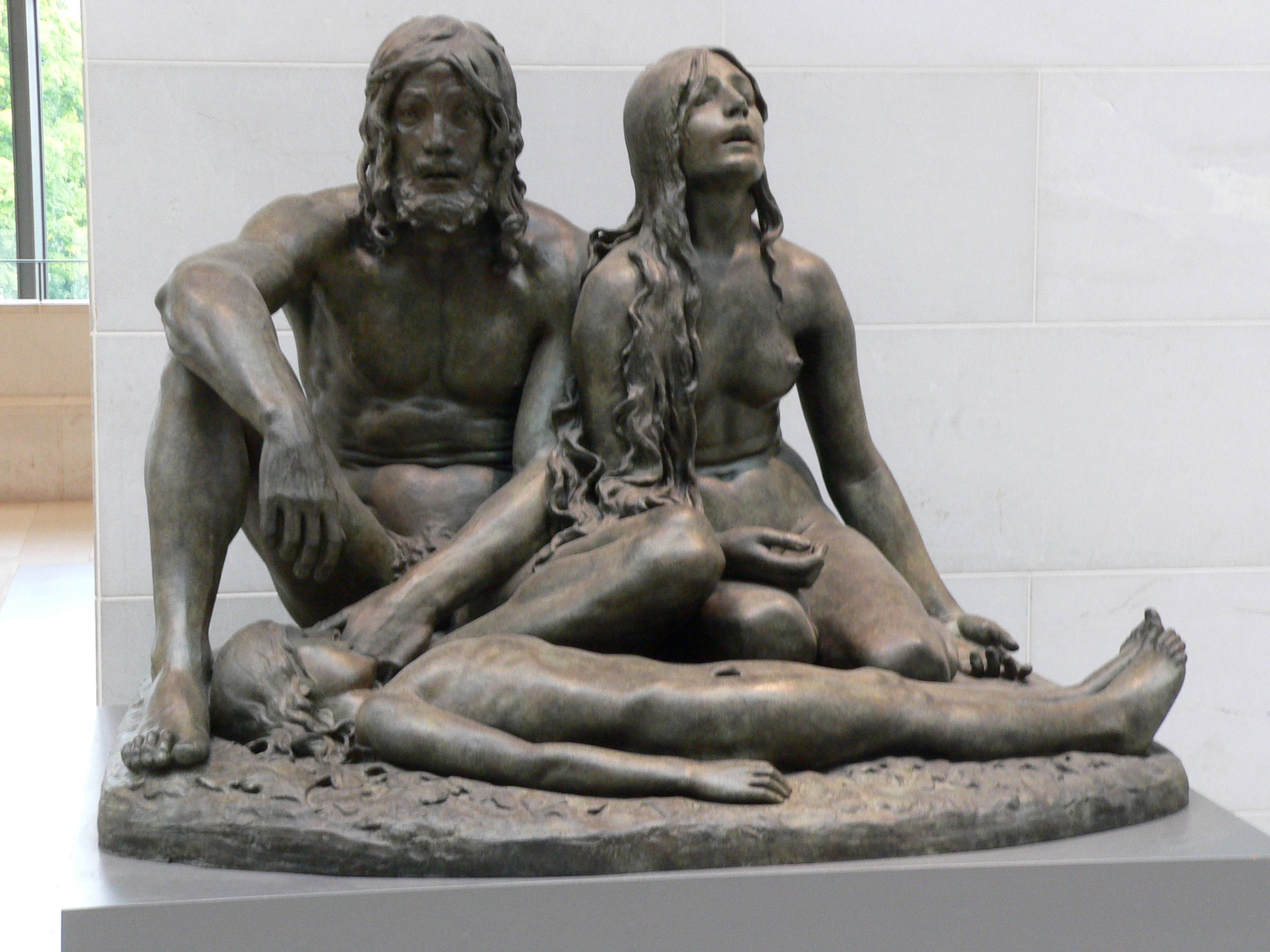
Carl Bonnesen, Adam et Ève, et Abel prostré.

### L’âge d’or de la peinture danoise
Depuis lors, les acquisitions d’œuvres ont été très variées. Durant le XIXe siècle, cependant, elles ont concerné presque exclusivement des artistes locaux et, de ce fait, le musée possède aujourd’hui une collection incomparable de tableaux appartenant à ce que l’on appelle l’« âge d’or de la peinture danoise ». À cette époque, le fait que le Danemark puisse produire des œuvres picturales d’une grande qualité artistique était quelque chose de neuf, conséquence de la fondation, en 1754, de l’Académie des beaux-arts danoise.

### Art moderne et contemporain
Plus récemment, la collection s’est vue enrichie par des legs importants et des dépôts à long terme. Ainsi, Johannes Rump, en 1928, fait-il don au musée d'une vaste collection de peintures modernes françaises ; ce qui sera suivi par l’acquisition d'autres œuvres d'art – peintures et sculptures – de style français. L’art moderne constitue une partie importante de la collection royale de peintures et de sculptures, laquelle est représentative non seulement de l’histoire de l’art danois, mais aussi de l’art étranger ayant influencé l’art national. Le musée conserve ainsi un bon nombre de tableaux d’Emil Nolde et un choix important d’œuvres contemporaines américaines et allemandes.

## Bâtiments
Le musée occupe deux bâtiments distincts, l’un ancien et l’autre moderne. Conçu par Vilhelm Dahlerup et G.E.W. Møller dans un style réminiscent de la Renaissance italienne, le bâtiment ancien fut construit entre 1889 et 1896. En 1969-1970, l'inspecteur royal des bâtiments Nils Koppel et Eva Koppel ont réalisé une transformation radicale de l'intérieur du bâtiment. Une extension, dessinée par les architectes Anna Maria Indrio et Mads Møller, du bureau Arkitektfirmaet C. F. Møller, a quant à elle été inaugurée en novembre 1998. Ce nouveau bâtiment, de conception moderne, est érigé dans le parc situé à l’arrière du bâtiment ancien, auquel il est relié par un passage couvert par une verrière appelé l'« Allée des Sculptures ». Dans cette « rue », qui s’étend sur toute la longueur du musée, des concerts et des spectacles de danse sont organisés régulièrement.